# Браер-Крік (Пенсільванія)
Браер-Крік (англ. Briar Creek) — місто (англ. borough) в США, в окрузі Колумбія штату Пенсільванія. Населення — 597 осіб (2020).

## Географія
Браер-Крік розташований за координатами 41°2′57″ пн. ш. 76°17′2″ зх. д. / 41.04917° пн. ш. 76.28389° зх. д. (41.049239, -76.284018).  За даними Бюро перепису населення США в 2010 році місто мало площу 4,77 км², з яких 4,27 км² — суходіл та 0,49 км² — водойми.

## Демографія
Згідно з переписом 2010 року, у селищі мешкало 660 осіб у 276 домогосподарствах у складі 142 родин. Густота населення становила 138 осіб/км².  Було 314 помешкання (66/км²).
Расовий склад населення:
| - 97,4 % — білих - 0,5 % — азіатів - 0,3 % — чорних або афроамериканців - 0,2 % — корінних американців |

До двох чи більше рас належало 1,7 %. Частка іспаномовних становила 0,6 % від усіх жителів.
За віковим діапазоном населення розподілялося таким чином: 17,6 % — особи молодші 18 років, 50,1 % — особи у віці 18—64 років, 32,3 % — особи у віці 65 років та старші. Медіана віку мешканця становила 49,3 року. На 100 осіб жіночої статі у селищі припадало 78,4 чоловіків;  на 100 жінок у віці від 18 років та старших — 72,2 чоловіків також старших 18 років.
Середній дохід на одне домашнє господарство  становив 38 138 доларів США (медіана — 21 181), а середній дохід на одну сім'ю — 62 744 долари (медіана — 43 125). Медіана доходів становила 31 964 долари для чоловіків та 22 917 доларів для жінок. За межею бідності перебувало 33,0 % осіб, у тому числі 57,3 % дітей у віці до 18 років та 27,3 % осіб у віці 65 років та старших.
Цивільне працевлаштоване населення становило 209 осіб. Основні галузі зайнятості: виробництво — 29,2 %, освіта, охорона здоров'я та соціальна допомога — 16,3 %, будівництво — 10,5 %, роздрібна торгівля — 8,1 %.